# Madagascar (film din 2005)
Madagascar este un film de animație de comedie de supraviețuire american din 2005 regizat de Eric Darnell și Tom McGrath produs la DreamWorks Animation din Glendale, California.
Premiera a avut loc în SUA la 27 mai 2005. Vocile personajelor principale sunt interpretate de Ben Stiller, Chris Rock, Jada Pinkett Smith, David Schwimmer, Sacha Baron Cohen, Cedric the Entertainer, și Andy Richter. Muzica filmului a fost scrisă de Hans Zimmer. DreamWorks a produs un sequel, Madagascar: Escape 2 Africa, pe 7 noiembrie 2008. Premiera românească a filmului a avut loc în 29 iulie 2005 în varianta subtitrată, fiind distribuit de Ro Image 2000.

## Personaje principale
- Alex, leul
- Marty, zebra
- Melman, girafa
- Gloria, hipopotamul
- pinguinii: Skipper, Rico, Kowalski și Private
- Regele Julien XIII, regele lemurilor
- Maurice, lemurul servitor
- Mort, șoarecele lemur, servitorul lui Julien
- Fossa - niște animale asemănătoare cu mangustele
- cimpanzeii Mason și Phil

## Actori
- Ben Stiller ca Alex
- Chris Rock ca Marty
- Andy Richter ca Mort
- David Schwimmer ca Melman
- Jada Pinkett Smith ca Gloria
- Sacha Baron Cohen ca King Julien
- Cedric the Entertainer ca Maurice
- Tom McGrath ca Skipper
- John DiMaggio ca Rico
- Chris Miller ca Kowalski
- Christopher Knights ca Private
- Conrad Vernon ca Mason
- Bob Saget ca (animal neștiut si necunoscut)
- Cosmin Natanticu ca Melman (versiune română)
- Ellie White ca Gloria (versiune română)
- Andrei Duban ca Marty (versiune română)
- Cuza ca calul polițistului (versiune română)